# عبلة بن سنوسي
عبلة بن سنوسي من مواليد 22 ديسمبر 2000 بمدينة وهران ، هي لاعبة كرة قدم جزائرية، تلعب في خط الوسط مع نادي الأهلي السعودي.

## الإنجازات
الأهلي (لقب)
- كأس الاتحاد السعودي : 2023–24